# Parti socialiste unitaire (Italie)
Pour les articles homonymes, voir Parti socialiste unitaire.
Le Parti socialiste unitaire (en italien : Partito Socialista Unitario, PSU) était un parti politique social-démocrate italien, actif de 1922 à 1930.

## Histoire
Le parti a été fondé en novembre 1922, mais inscrit officiellement le 1er octobre 1922, par l'aile réformiste du Parti socialiste italien (PSI) dirigée par Filippo Turati et Giacomo Matteotti, après qu'ils eurent été expulsés du PSI en octobre. Farouche opposant de Benito Mussolini et du fascisme, Matteotti a été assassiné par des fascistes membres de la police sécrète (la soi-disante CEKA italienne),  le 10 juin 1924. L'événement a provoqué la sécession de l'Aventin.
Le mouvement qui est décrété hors la loi en novembre 1925, continue son activité dans la clandestinité, sous l'appellation de Parti socialiste de travailleurs italiens (Partito Socialista dei Lavoratori Italiani (PSLI).
En juin 1930 le parti est dissous et le 19 juillet 1930 le PSLI rejoint le PSI.
Les principaux membres et militants du parti sont : Oddino Morgari (it), Sandro Pertini, Camillo Prampolini, Claudio Treves (it) et Anna Kuliscioff.
Le parti était membre du travail et de l'Internationale ouvrière socialiste entre 1923 et 1930.

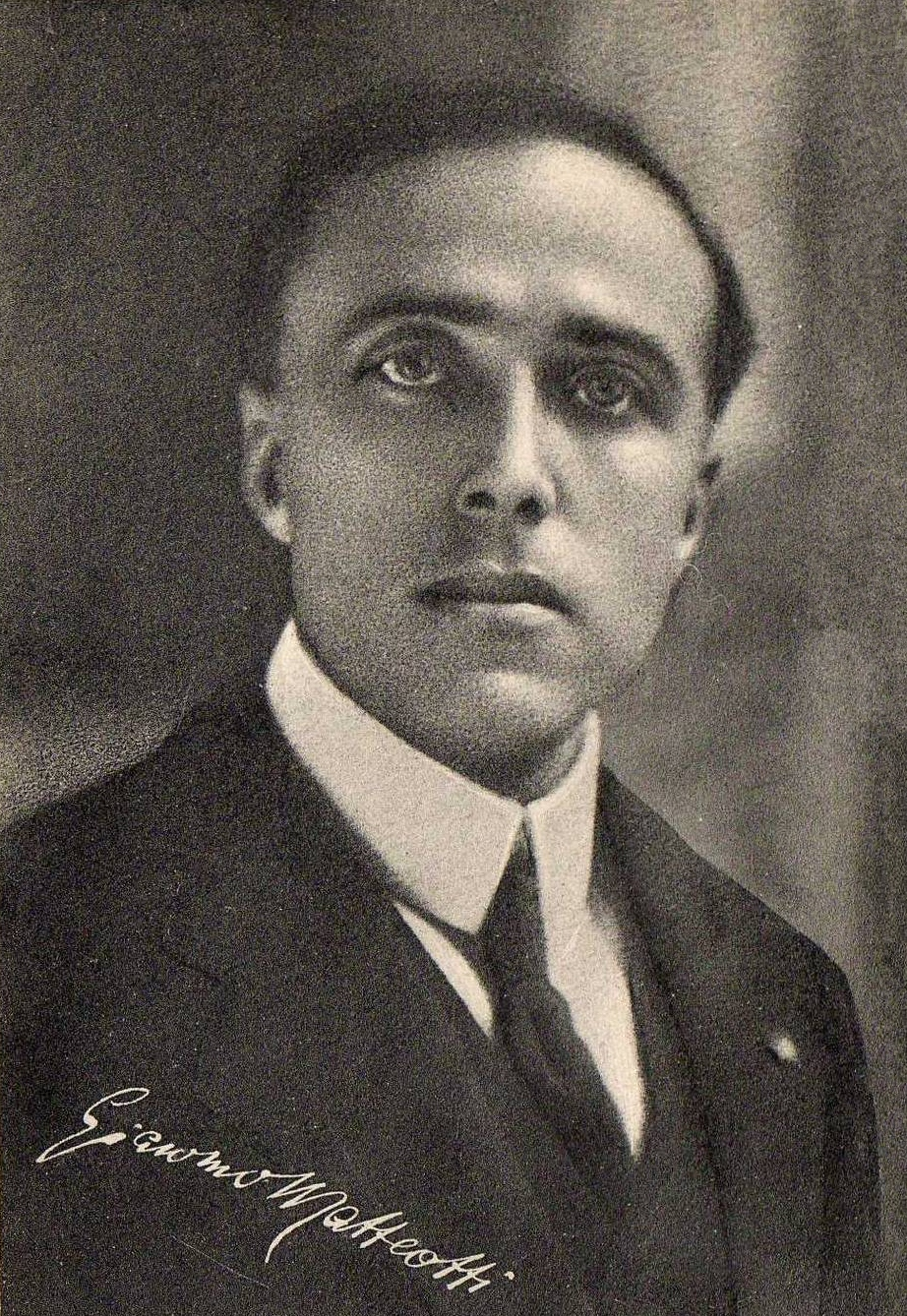
Giacomo Matteotti
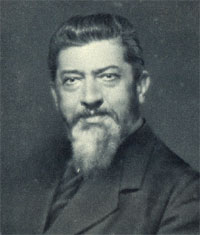
Filippo Turati
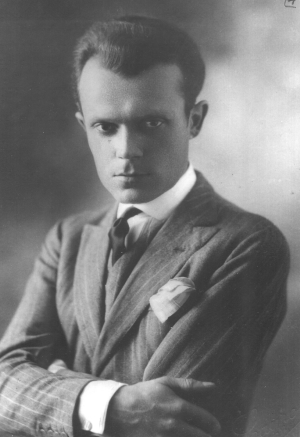
Sandro Pertini

## Refondations

### 1949-1951
Le Parti socialiste unitaire est refondé en décembre 1949 par la fusion entre le courant autonomiste du Parti socialiste italien (PSI) dirigé par Giuseppe Romita et le courant de gauche du Parti socialiste des travailleurs italiens (PSLI) emmené par Giuseppe Faravelli. Le PSLI était lui-même une scission du PSI.
Le PSU fusionne finalement avec le reste du PSLI le 1er mai 1952. D'abord baptisée « Parti socialiste - Section italienne de l'Internationale socialiste » (PS-SIIS), la nouvelle formation prend le nom de « Parti social-démocrate italien » (PSDI).

### 1969-1971
Le 10 novembre 1968, le PSDI et le PSI fusionnent pour former le Parti socialiste italien (PSI), lui-même issu du Parti socialiste unifié (PSU) qui regroupait les deux formations. Finalement en juillet 1969 les anciens du PSDI font scission et recréent le Parti socialiste unitaire, qui reprend deux ans plus tard son ancien nom du Parti social-démocrate italien.